# Fait stylisé
En sciences sociales, spécialement en économie, un fait stylisé est une représentation simplifiée d'un résultat empirique. Un fait stylisé est souvent une généralisation large qui résume des données qui bien que généralement vraies peuvent se révéler inexactes dans le détail.
Un exemple de fait stylisé est donné par la proposition suivante : « le niveau d'étude augmente significativement le niveau de revenu ». Si cette énonciation est généralement vraie, on peut malgré tout trouver des contre-exemples. Par exemple, les titulaires de doctorat peuvent être moins payés que des personnes ayant fait moins d'études. La raison étant que le doctorat mène souvent à des métiers d'enseignant plutôt qu'à des secteurs où les salaires sont plus élevés.

## Origine du terme
Jan Tinbergen (1936) introduit le concept de stylisation quand il décrit ce qui est généralement considéré comme le premier modèle macroéconomique. Il note alors : 
| « To get a clear view, stylisation is indispensable. The many phenomena must be grouped in such a way that the picture becomes clear, yet without losing its characteristic traits. Of course every stylisation is a hazardous venture. The art of the social economist’s work lies in this stylisation. Some stylisations have been unwieldy, others have been unrealistic. But stylisation is essential. The alternative is barrenness. » | « La stylisation est indispensable pour avoir une vue claire des choses. Les nombreux phénomènes doivent être groupés de telle sorte que l'image devienne claire sans perdre ses traits caractéristiques. Évidemment, chaque stylisation est une entreprise hasardeuse. L'art du travail de l'économiste social réside dans cette stylisation. Certaines stylisations sont lourdes, d'autres sont irréalistes. Mais la stylisation est essentielle. L'alternative est la stérilité. » |

Le terme « fait stylisé » a été introduit par l'économiste Nicholas Kaldor dans le cadre du débat sur la croissance économique de 1961, en perfectionnant son modèle sur les hypothèses de son article de 1957. Critiquant les modèles néoclassiques de son temps, Kaldor soutient que la construction d'une théorie débute avec un résumé des faits significatifs. Cependant, pour lui, « les faits enregistrés par les statisticiens sont toujours sujets à de nombreux obstacles et restrictions, et pour cette raison ne peuvent être résumés (facts as recorded by statisticians, are always subject to numerous snags and qualifications, and for that reason are incapable of being summarized) ». Il suggère alors que les théoriciens partent d'une vue stylisée des faits, c'est-à-dire qu'ils se concentrent sur les grandes tendances, en ignorant les détails individuels. C'est en lien avec les tendances générales qui résultent d'un tel procédé que Kaldor forge le terme faits stylisés.

## Exemples
Les faits stylisés sont largement employés en économie, en particulier dans la construction de modèles économiques ou dans leur validation.
- Les profits des actions ne sont pas corrélés et ne sont pas facilement prévisibles[5].
- Les courbes de taux tendent à devenir parallèles.
- Le niveau d'études est positivement corrélé aux revenus.
- Comportement inventif des firmes : la variance de la production excède la variance des ventes[6].

## Utilisation
Déjà dans son article original, Kaldor utilisait les faits stylisés de croissance économique (les faits de Kaldor) pour soutenir son modèle de croissance contre les modèles néo-classiques de croissance comme l'a montré Boland. Les faits stylisés peuvent être également utilisés pour valider les hypothèses d'un modèle. A ce niveau on peut noter que les modèles complexes d'éconophysique et de statistiques financières reposent sur des faits stylisés. Enfin, le considérable apport potentiel que pourraient constituer les faits stylisés pour la recherche sur les systèmes d'information a fait l'objet de recherches et de discussions dans les années 2010 {{|}}  Furthermore, the considerable potential of Stylized Facts for Information Systems research has been investigated and discussed in recent years.

## Critiques
Dans un des premiers commentaires sur la notion de faits stylisés, Solow montrait un certain scepticisme et notait  « Il n'y a pas de doutes qu'ils soient stylisés, la question  serait plutôt sont-ils des faits". » La pratique critiquée d'énoncer des faits stylisés ad-hoc est encore prévalente en économie. Malgré tout, des approches empiriques de validation des faits stylisés ont été avancées : l'étude de la situation par des experts, l'étude statistique d'un large jeu de données (surtout intéressant pour les marchés financiers) ou encore l'agrégation de données qualitatives et quantitatives issues de méthodes empiriques différentes provenant d'un procédé systématique.